# 圣方济各堂 (比萨)

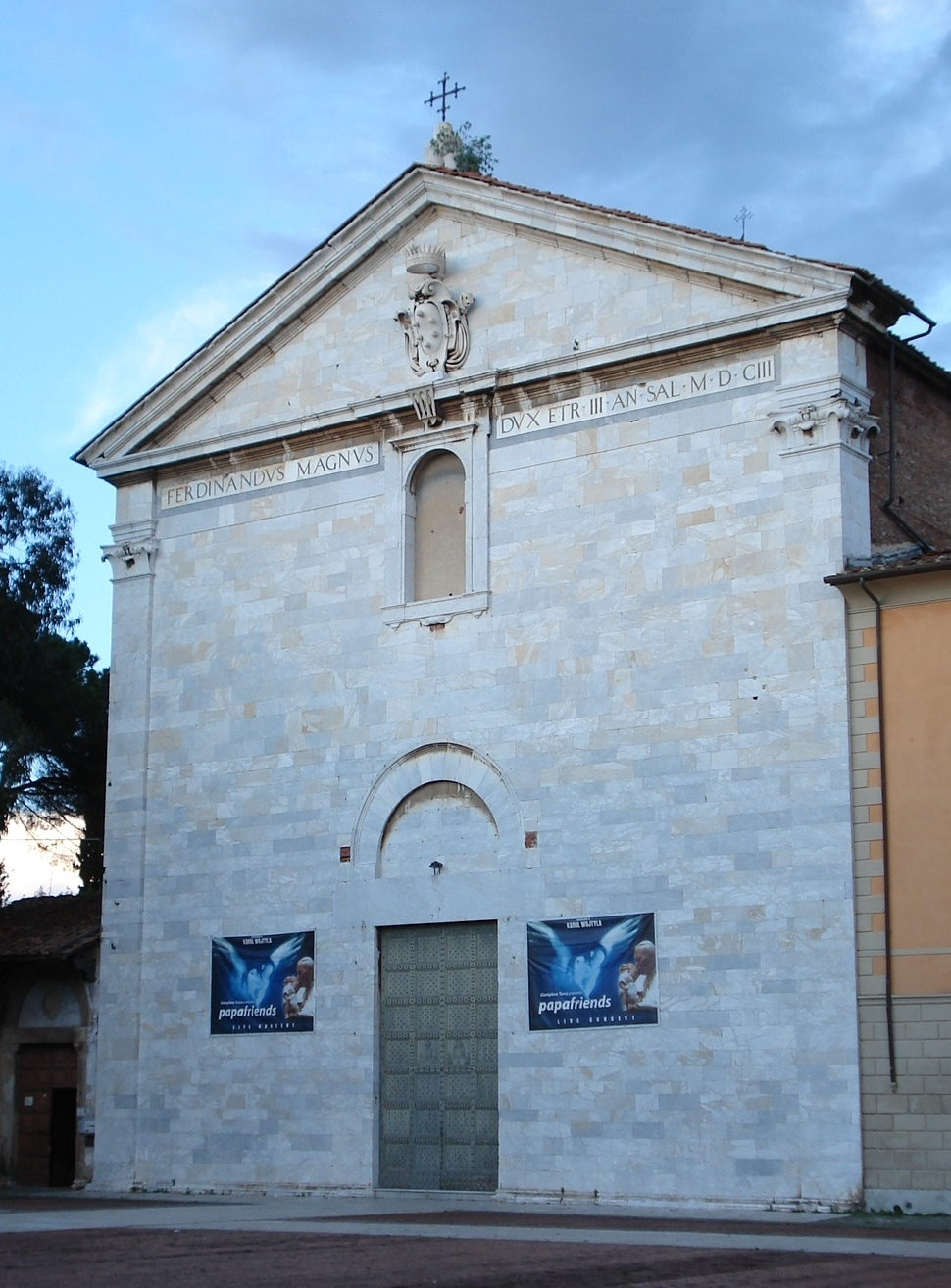
立面

圣方济各堂（San Francesco de' Ferri）是意大利比萨的一座教堂。
该堂初次见于文献记载是在1233年，费德里科·维斯康蒂总主教下令，从1261年开始重建。该堂得到比萨的贵族家庭的赞助，他们拥有一系列的私人小堂用于墓葬；方济各会仅限于管理该教派。工程结束于1270年，包括高耸的钟楼。
大理石立面建于1603年。内部在同一年代翻新，有雅格布·达·恩波利、帕西尼亚诺和托马索 皮萨诺等人的画作。
该堂曾一度改为军营，于1893年宣布为国家古迹。乔托的《圣方济各的圣痕》和契马布埃的《Maestà》原来都在该堂，但都在1810年代被法国人抢走，现在收藏在卢浮宫。